# Ущаповський Костянтин Валерійович
Ущаповський Костянтин Валерійович (нар. 1972, Київ) — український енергетик, член НКРЕКП (з 2021). Доктор економічних наук (2017).
Директор НЕК «Укренерго» (2014—2015), голова НКРЕКП (2022—2024).

## Життєпис
Народився 26 жовтня 1972 року в Києві.
У 1996 році закінчив Національний технічний університет України «Київський політехнічний інститут» за спеціальністю «Теплові електричні станції», отримав диплом інженера-теплотехніка.
З 1996 до 1997 року працював машиністом-обхідником енергоблоку 250 МВт Київської ТЕЦ-5 АК «Київенерго». У 1997—1999 роках працював диспетчером-інформатором, диспетчером ОЕС України «НДЦ України».
У 1998—2000 роках здобув другу освіту, закінчивши Київський національний університет імені Тараса Шевченка за спеціальністю економіста.
У період з 2005 по 2015 роках працював в НЕК «Укренерго»: перший заступник — головний диспетчер (2005—2014), директор (2014—2015).
2012 року здобув наукову ступінь кандидата економічних наук.
З 2015 по 2018 роки працював у НАЕК «Енергоатом» заступником директора із впровадження нової моделі ринку.
У 2015—2016 роках працював радником прем'єр-міністра України Арсенія Яценюка.
У 2017 році захистив докторську дисертацію з економіки за темою «Стратегія розвитку державних інфраструктурних електроенергетичних підприємств України», здобувши науковий ступінь доктора економічних наук.
У 2017—2018 та в 2021 роках — радник міністра енергетики та вугільної промисловості України Ігоря Насаліка.
29 грудня 2021 року призначений на посаду члена Національної комісії, що здійснює державне регулювання у сферах енергетики та комунальних послуг (НКРЕКП).
22 лютого 2022 року під час закритого засідання шляхом таємного голосування обраний головою НКРЕКП.
22 лютого 2024 року склав повноваження голови НКРЕКП.

### Згадки
- https://www.epravda.com.ua/publications/2023/11/17/706678/
- https://e-b.com.ua/kostyantin-ushhapovskii-tarif-na-elektroenergiyu-dlya-naselennya-pokrivaje-lise-25-yiyi-vartosti-5513
- https://www.unian.ua/economics/other/dozvil-na-vidklyuchennya-borzhnikiv-neobhidniy-krok-dlya-normalnoji-roboti-energosistemi-nkrekp-12510063.html
- https://interfax.com.ua/news/general/903849.html
- https://www.ukrinform.ua/rubric-economy/3744565-v-ukraini-vidnovili-16-vid-poskodzenoi-obstrilami-energosistemi.html
- https://www.rbc.ua/rus/news/nkrekp-liberalizue-energorinok-ramkah-zobov-1700230003.html
- https://www.youtube.com/watch?v=7_EW6huizv8